# Holger Biilmann
Holger Biilmann (* 20. Juni 1797 auf Tunø; † 6. August 1864 in Kopenhagen) war ein dänischer Kaufmann und kommissarischer Inspektor in Grönland.

## Leben
Holger Biilmann war der Sohn des Pastors Morten Johansen Biilmann und seiner Frau Jacobine Jacobsen. Er ließ sich zum Kräuterhändler ausbilden und leitete einige Jahre ein Geschäft in Kopenhagen, bevor er sich 1822 in die Dienste von Den Kongelige Grønlandske Handel begab.
Er wurde zuerst zum Handelsassistent in Nuuk ernannt, rückte aber bereits im Folgejahr zum Kolonialverwalter auf. 1826 wurde er nach Maniitsoq versetzt, wo er fortan ein Vierteljahrhundert lang blieb. Lediglich von 1835 bis 1837 erhielt er Urlaub und hielt sich in Dänemark auf. Dort heiratete er am 19. Dezember 1836 in Grevinge Johanne Elisabeth Laurine Bang (1815–1882), Tochter des Konsistorialrats und Pastors Lauritz Bang und seiner Frau Elisabeth Vogt. Von 1848 bis 1849 vertrat er Carl Peter Holbøll als Inspektor von Südgrönland. Anschließend erhielt er ein weiteres Jahr Heimaturlaub. Nach seiner Rückkehr wurde er zum Kolonialverwalter in Qaqortoq ernannt. 1852 erhielt er erneut für ein Jahr Urlaub, ließ sich dann aber 1853 pensionieren.
Im Dezember 1858 erhielt er eine Stelle als Friedhofswärter in Kopenhagen. Am 1. Januar 1859 erhielt er den Titel eines Kammerrats. Er starb 1864 im Alter von 67 Jahren in Kopenhagen. Holger Biilmann ist über einen unehelichen Sohn der Stammvater der grönländischen Familie Biilmann.